# Club de Gimnasia y Esgrima de La Plata
Gimnasia y Esgrima de la Plata (kortweg Gimnasia La Plata) is een voetbalclub uit La Plata, Argentinië. Het is de oudste nog bestaande voetbalclub die in de Argentijnse competitie speelt. Ze beweren ook de oudste club in Zuid-Amerika te zijn, hoewel andere clubs, zoals Lima Cricket & Football Club eerder opgericht werden.

## Historie

### Amateurtijdperk
In 1887 wordt de scherm- en turnclub van La Plata opgericht onder de naam Gimnasia (Spaans voor turnen) y Esgrima (Spaans voor schermen) de la Plata. De stad zelf werd pas vijf jaar eerder gesticht. Al snel worden meerdere sporten toegevoegd, waaronder voetbal dat zich zal ontwikkelen tot de belangrijkste activiteit van de club.
De club ging in de derde klasse spelen met teams als CA Porteño, Belgrano Athletic en River Plate. In 1905 moet de club het voetbalveld verlaten en besluit dan maar om voetbal helemaal uit het gamma te schrappen. Enkele leden die het daar niet mee eens zijn gaan weg bij de club en richten Club Estudiantes de La Plata op. In 1912 verlieten enkele spelers Estudiantes en sloten zich bij Club Independencia aan. In 1912 begon ook Gimnasia weer met een voetbalafdeling en fuseerde twee jaar later met Club Independencia.

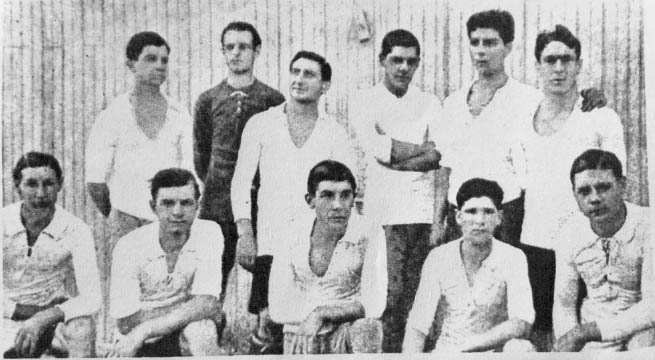
Team dat in 1915 promotie afdwong.

Op 15 december 1915 dwong de club tegen Club Honor y Patria met een 3-1 overwinning de promotie naar de hoogste klasse af. Op 27 april 1916 speelde de club de eerste derby tegen Estudiantes de la Plata en won met 1-0. Uiteindelijk werd Gimnasia vierde in het eerste seizoen bij de elite. De volgende jaren eindigde de club meestal in de betere middenmoot. In 1924 namen ze een nieuw stadion in gebruik en bleven daar vijftien maanden lang ongeslagen. In 1924 kwamen ze voor het eerst dicht bij een titel met de tweede plaats achter San Lorenzo. De volgende jaren verliepen minder goed en de club stelde weinig voor.

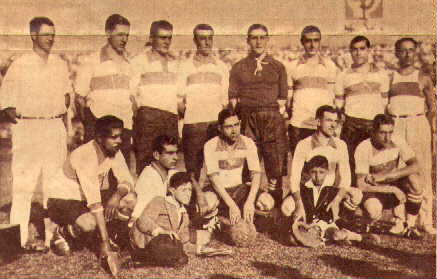
Team dat in 1929 landskampioen werd.

In 1929 werd de club voor het eerst kampioen. De competitie was in twee groepen gesplitst en Gimnasia werd groepswinnaar van groep A met één punt voorsprong op River Plate. In de finale trof de club Boca Juniors en won met 2-1. Een van de bekendere spelers uit deze tijd was Francisco Varallo. Het volgende seizoen werd de club slechts achtste. Van december 1930 tot april 1931 maakte het team een tour door Europa en Brazilië. Het was het eerste Argentijnse team van buiten Groot-Buenos Aires dat in Europa speelde en het eerste Argentijnse team ooit dat in Portugal, Tsjecho-Slowakije, Oostenrijk en Italië speelde. De club speelde 27 wedstrijd op vier maanden en speelde onder andere tegen Vasco da Gama, Real Madrid, FC Barcelona, Red Star Paris, Tennis Borussia Berlin, Sparta Praag, Rapid Wien, Ambrosiana-Inter, Napoli, Benfica en Corinthians.

### Proftijdperk
In 1931 werd het profvoetbal ingevoerd in Argentinië. Er kwam een profcompetitie die langs de reeds bestaande amateurcompetitie gespeeld werd. Gimnasia was een van de achttien clubs die voor het profvoetbal koos. In 1933 begon de club erg goed aan de competitie met een aantal gewonnen wedstrijden op rij waardoor ze in een krant de bijnaam El Expreso kregen. Na de heenronde stond de club eerste, maar in de terugronde lieten ze enkele steken vallen en eindigden op een gedeelde vierde plaats. Arturo Naón scoorde 33 keer dat seizoen.
De volgende jaren eindigde de club meestal in de lagere middenmoot en kon slechts af en toe in de linker tabelhelft eindigen. In 1943 eindigde Gimnasia laatste en degradeerde zo voor het eerst uit de hoogste klasse. De afwezigheid werd tot één seizoen beperkt, maar ook bij de terugkeer eindigde de club laatste. Deze keer duurde het twee seizoenen om terug te keren. Ook bij de terugkeer eindigde Gimnasia laatste, maar doordat de competitie van zestien naar achttien clubs uitgebreid werd bleef de club van een nieuwe degradatie gespaard. Na twee middelmatige seizoenen eindigde de club alweer laatste in 1951. De club keerde meteen terug en werd nu zesde. De volgende jaren speelde de club geen rol van betekenis meer.

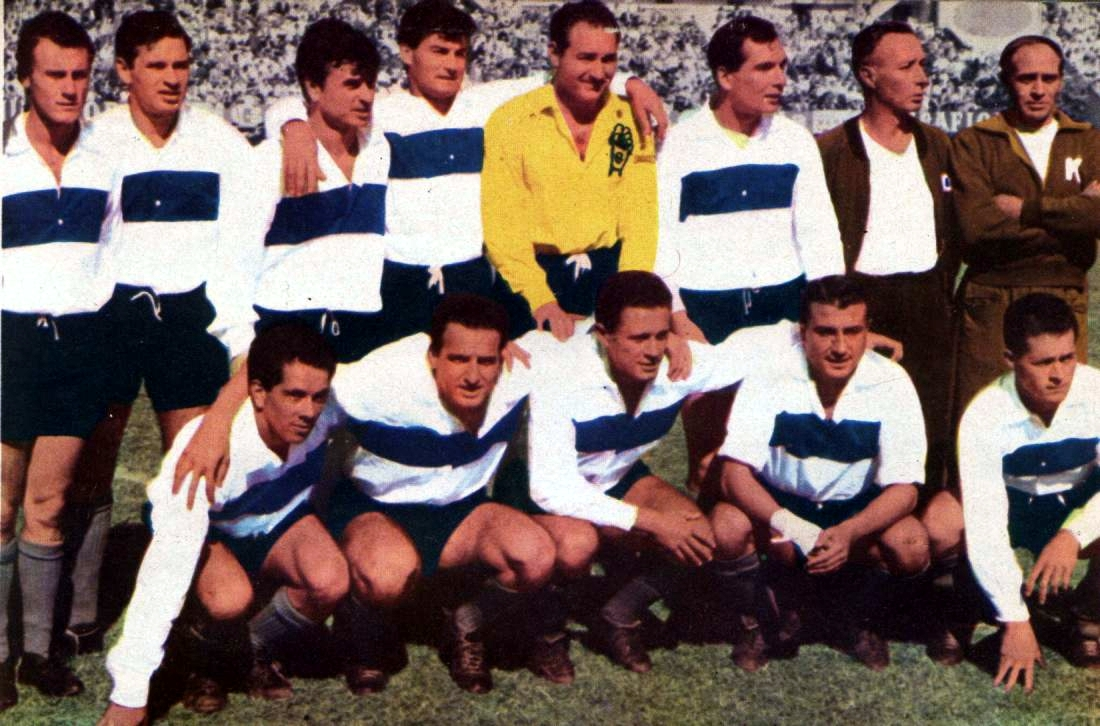
Elftal van 1960.

In 1960 speelde Gimnasia samen met Estudiantes het vriendschappelijk toernooi Copa Gobernador Alende samen met de Uruguyaanse teams Nacional en Peñarol. Gimnasia versloeg beide teams uit Montevideo terwijl Estudiantes hiervan verloor. In de laatste wedstrijd speelden Gimnasia en Estudiantes gelijk waardoor Gimnasia het toernooi won. Twee jaar later eindigde de club in de competitie op een knappe derde plaats, Alfredo Rojas scoorde dat seizoen 17 keer voor de club. De volgende jaren eindigde de club weer in de middenmoot.

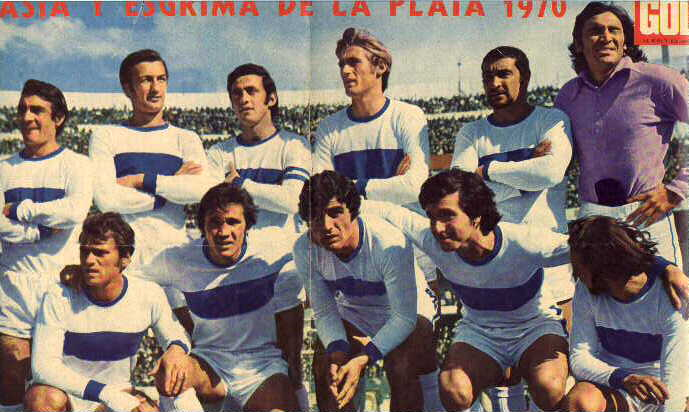
Elftal van 1970.

In 1967 herstructureerde de bond de competitie en kwamen er twee kampioenschappen per jaar, de Metropolitano en de Nacional. In 1970 werd de club tweede in zijn groep in de Nacional en ging naar de halve finales om de titel die ze verloren van Rosario Central. Op een vierde plaats in de Metropolitano van 1975 na kon de club in de jaren zeventig geen potten breken en degradeerde in 1979. Het duurde tot 1985 vooraleer de club terug in de hoogste klasse speelde. Dat jaar werd ook de competitie gewijzigd naar terug één kampioenschap naar Europees zomer-lente seizoen. De volgende jaren eindigde de club in de betere middenmoot. In 1992 kwalificeerde de club zich voor het eerst voor een toernooi, de Copa CONMEBOL. Ze schakelden CD O'Higgins en Peñarol uit en werden zelf verslagen in de halve finale door Club Olimpia.
In 1993 richtte de Argentijnse bond een beker in, de Copa Centenario, om het honderdjarig bestaan van de bond te vieren. De deelnemers speelden in de eerste ronde een derby tegen hun klassieke vijand en dankzij een goal van Guillermo Barros Schelotto kon Gimnasia Estudiantes met 1-0 opzij zetten. In de volgende rondes werden Newell's Old Boys, Argentinos Juniors en CA Belgrano opzij gezet. In de finale stond het team tegenover River Plate en won met 3-1.
In de Clausura van 1995 werd de club vicekampioen achter San Lorenzo. In de Copa CONMEBOL verloor de club meteen van Sud América. Een jaar later werd Gimnasia opnieuw vicekampioen, nu achter Vélez Sarsfield. Ze kwamen dicht bij een ticket voor de Copa Libertadores, maar verloren in extremis van Racing Club. Na een derde plaats in de Clausura van 1998 plaatste de club zich nogmaals voor de Copa CONMEBOL, waar ze nu meteen verloren van Club Jorge Wilstermann. In de Apertura van 1998 werd Gimnasia vicekampioen achter Boca, weliswaar met 9 punten achterstand.
Na een tweede plaats in de Clausura van 2002 kwalificeerde de club zich voor de Copa Libertadores 2003 en werd in de groepsfase uitgeschakeld. De club mocht ook meedoen aan de Copa Sudamericana 2002 waar eerst Boca Juniors uitgeschakeld werd, in de tweede ronde verloren ze dan van Club Bolívar. Na een paar minderen seizoenen werden ze in de Apertura van 2005 vicekampioen achter Boca. In de Copa Sudamericana 2006 versloeg de club Fluminense FC en werd in de kwartfinale verslagen door Colo-Colo.
Een crisisjaar voor de club was het seizoen 2006/07 toen de voorzitter Juan José Muñoz tijdens de rust van Gimnasia - Boca Juniors (op dat moment 1-0) scheidsrechter Daniel Giménez bedreigde. Muñoz werd voor 6 maanden geschorst, maar hij werd niet ontslagen door het bestuur van de club. Verder werden er in dit seizoen grote verliezen geleden tegen clubs als Estudiantes de La Plata (uit 7-0 verlies) en Boca Juniors (uit 4-0 verlies). Na het verlies tegen Estudiantes werd de club een paar dagen later in de Copa Sudamericana uitgeschakeld door het Chileense Colo-Colo. Deze wedstrijd werd zo overschaduwd door het geweld van Gimnasia, dat Julio Grondona, de voorzitter van de Argentijnse voetbalbond, een excuusbrief schreef naar de Chileense voetbalbond (ANFP).
Ook het verlies tegen Boca Juniors was er niet eentje zonder gevolgen. Spelers en de toenmalige coach (Carlos Timoteo Griguol) werden voorafgaande van de wedstrijd met de dood bedreigd. Zij werden bedreigd door sommige leden van de eigen aanhang, omdat men wou dat de wedstrijd tegen Boca Juniors verloren werd, zodat Boca Juniors weer in de race kwam voor het kampioenschap en kon voorkomen dat Estudiantes deze won. Verschillende spelers moesten getuigen in deze zaak. Spelers als Marcelo Goux, Martín Cardetti en Ariel Franco weigerden nog verder voor de club uit te komen. In de Copa Libertadores 2007 werd de club in de groepsfase uitgeschakeld.
De volgende seizoenen ging het bergaf tot een nieuwe degradatie volgde in 2011. In 2013 promoveerde de club weer.

### Diego Maradona
In 2019 werd Diego Maradona aangesteld als de nieuwe hoofdtrainer. De legende overleed op 25 november 2020 op 60-jarige leeftijd.

## Stadion

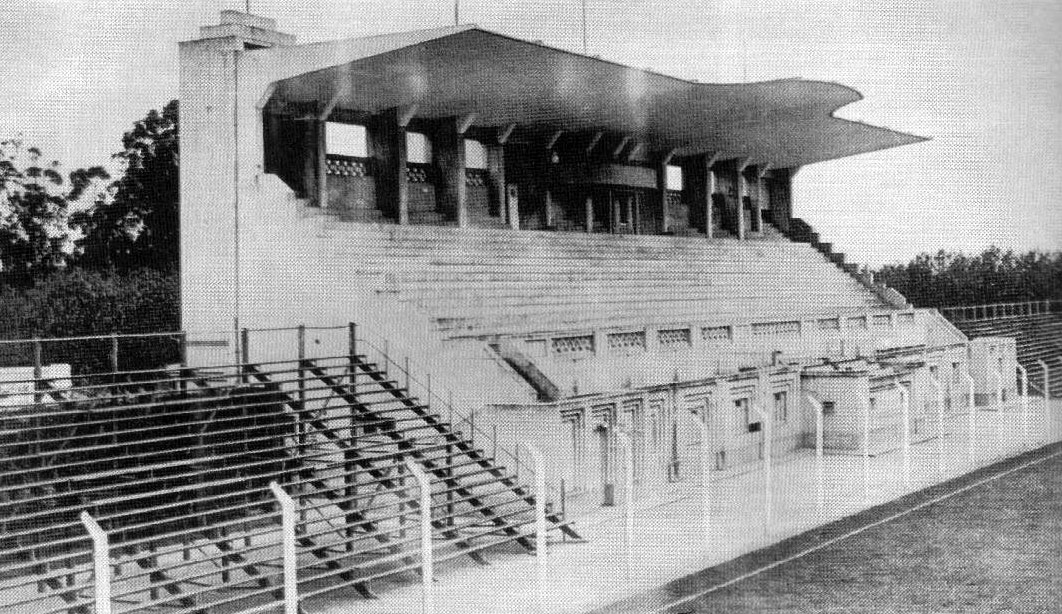
Vista de la platea oficial del estadio de Gimnasia, década del '40.

Het "Juan Carlos Zerillo" stadion (el Bosque, het bos, vernoemd naar het dichtbijgelegen park met dezelfde naam), had een capaciteit van 33.000 en werd gebruikt tot 2005.
Het nieuwe stadsstadion voor La Plata, het Stadion Ciudad de La Plata, werd gebouwd voor de beide clubs Estudiantes (LP) en Gimnasia (LP). Beide clubs wilden liever in hun eigen stadions blijven, maar door nieuwe veiligheidsmaatregelen was dit niet meer mogelijk.

## Records
- Gimnasia heeft het record van snelste doelpunt in de Argentijnse nationale divisie. Carlos Dantón Seppaquercia scoorde tegen Huracán na 5 seconden, op 20 maart 1979.

- Ook is Gimnasia de eerste Zuid-Amerikaanse ploeg die Real Madrid op eigen veld wist te kloppen. Op 1 januari 1931 werd het 3-2 in voordeel van de Argentijnse ploeg.

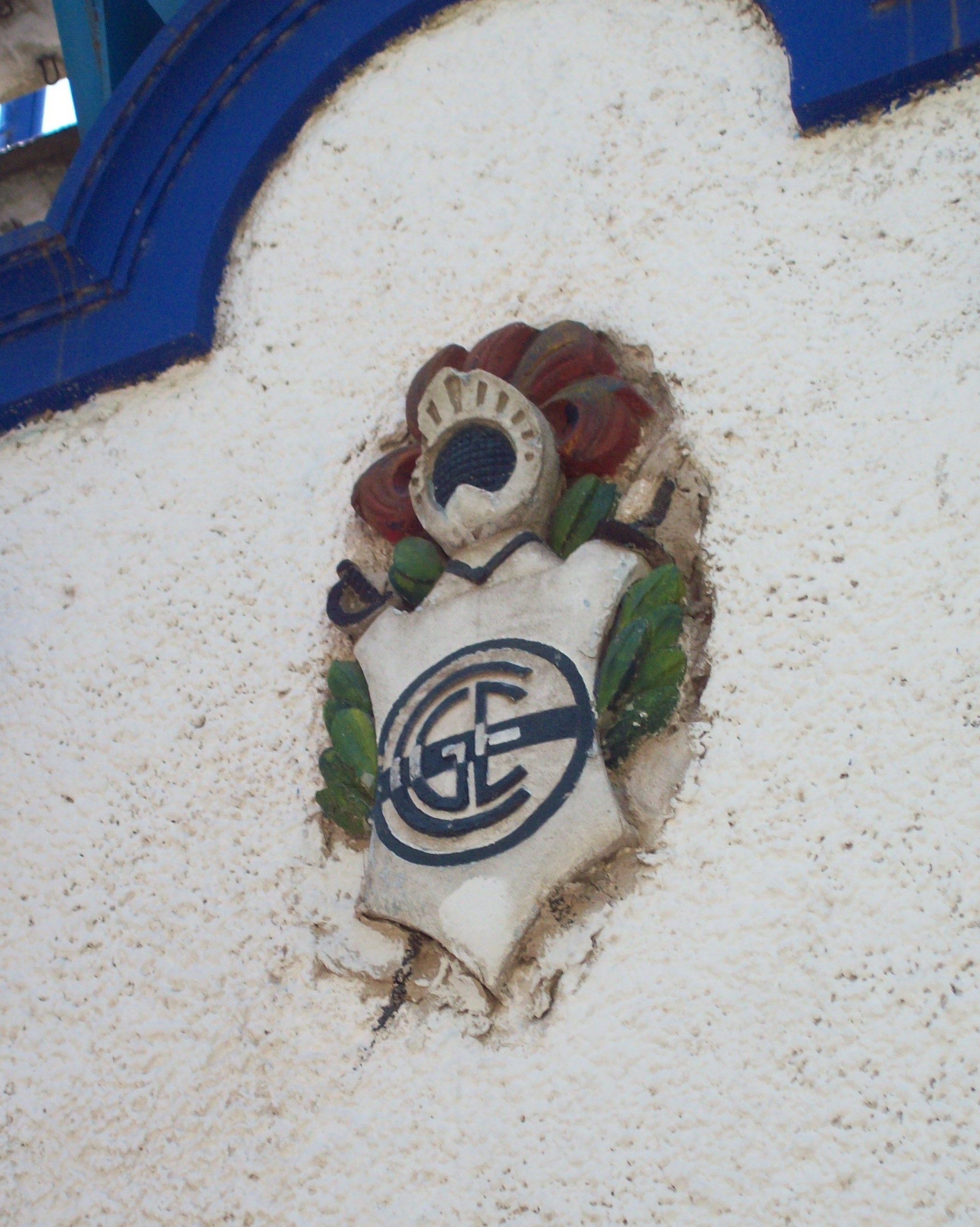

## Tenue
| 1903 | 1905 | 1910-heden |